# Cesão Duílio Longo
Cesão Duílio Longo (em latim: Kaeso Duillius Longus) foi um político da gente Duília nos primeiros anos da República Romana eleito decênviro para o Segundo Decenvirato em 450 a.C.

## Decenvirato
Cesão Duílio foi eleito entre os dez patrícios que fizeram parte do Segundo Decenvirato em 450 a.C., cuja função era completar o trabalho do Primeiro Decenvirato, a produção de um novo código legal para a República Romana, que ficou conhecido como Lei das Doze Tábuas. Porém, este segundo grupo foi marcado por uma forte viés anti-popular e autoritário, principalmente por que os decênviros ultrapassavam os limites de seus mandatos.
Quando sabinos e équos invadiram o território romano, Cesão Duílio, juntamente com os decênviros Lúcio Minúcio Esquilino Augurino, Marco Sérgio Esquilino, Tito Antônio Merenda e Marco Cornélio Maluginense, foram enviados para liderar as operações contra os équos que, como de costume, foram derrotados perto do monte Algido. Entre os próprios soldados estava Lúcio Vergínio, pai e assassino de sua filha, Vergínia, e futuro tribuno da plebe.
Em 449 a.C., depois de re-estabelecidas as prerrogativas dos tribunos da plebe pelos cônsules Lúcio Valério Potito e Marco Horácio Barbato, Cesão Duílio foi acusado por eles de ações ilegais durante o decenvirato e, por isto, ele foi exilado e teve seus bens confiscados.